# Opel Arena

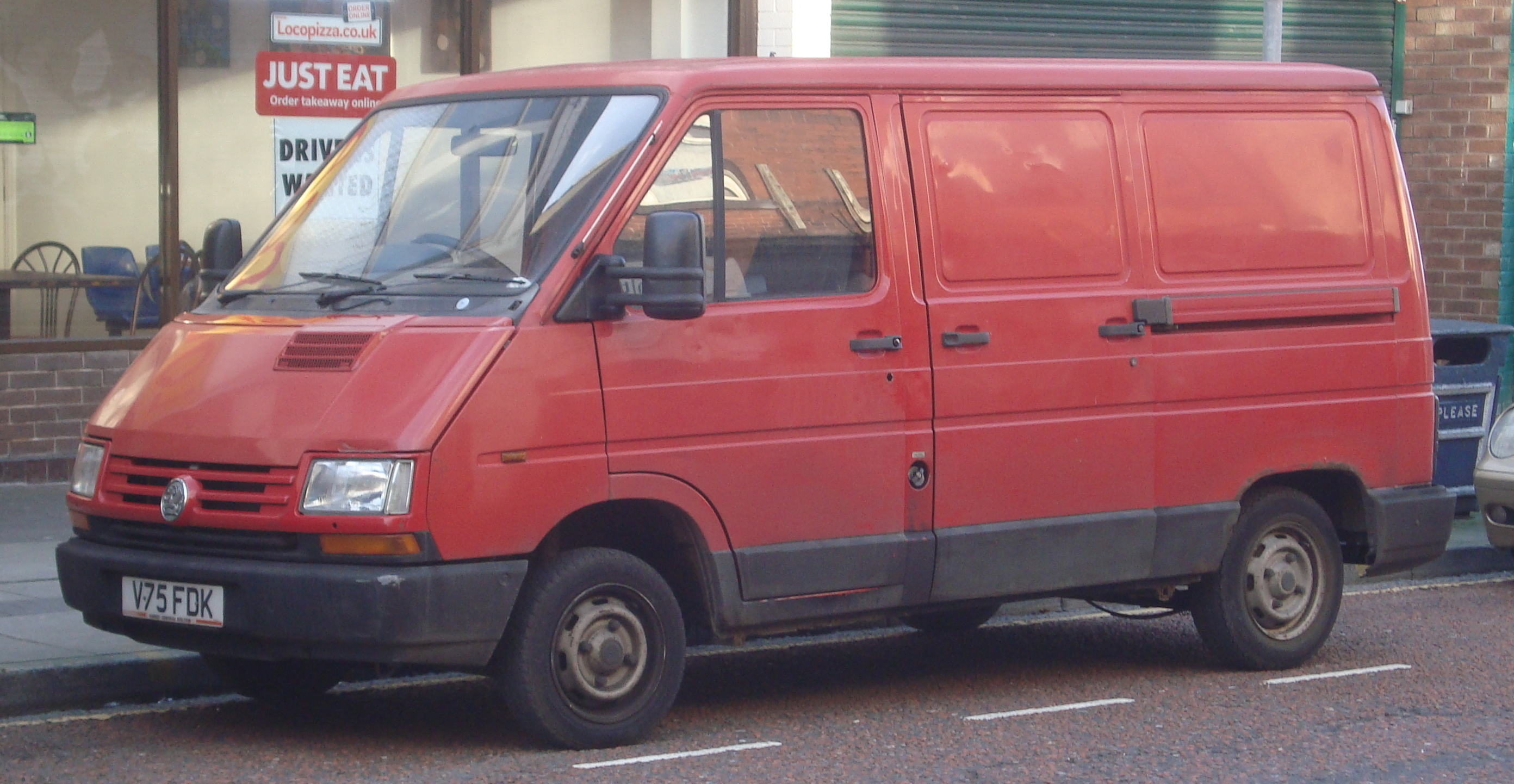
Vauxhall Arena

L'Opel Arena était un fourgon compact produit de décembre 1997 à février 2000.
En remplacement de l'Isuzu Midi, le Renault Trafic a été adopté par General Motors avec des modifications mineures. Le modèle était proposé en Angleterre sous le nom de Vauxhall Arena et au Brésil sous le nom de Chevrolet Space Van. Il était disponible en minibus pouvant avoir jusqu'à neuf places ou en fourgon, chacun disponible avec un toit surélevé sur demande. Le véhicule à traction avant était équipé d'un moteur diesel quatre cylindres de 1,9 l ou 2,5 l développant 47 kW/65 ch ou 55 kW/75 ch. Le poids à vide est indiqué à 1 300 kg. Le volume de l'espace de chargement est d'environ 5,3 m³.
Le succès sur le marché a été modeste, malgré l'équipement standard avec verrouillage centralisé, antidémarrage électronique et système anti-blocage des roues. La technologie (notamment les motorisations) était dépassée puisque la base, le Trafic, était déjà sur le marché depuis plus de 15 ans au moment de la sortie de l'Arena. Il s’agissait encore de moteurs à injection à chambre vortex. Le moteur de 1,9 l et 44 kW n'autorisait qu'une vitesse maximale de 118 km/h, le moteur de 2,5 l et 55 kW autorisait 128 km/h. Ces valeurs étaient nettement inférieures à celles de concurrents, par exemple le Volkswagen T4, qui présentait des données clés similaires dans le secteur du diesel.
À partir de septembre 2001, il a été remplacé par l'Opel Vivaro, toujours développé conjointement avec Renault-Nissan sur les 2 premières générations, et assemblé aux côtés des Renault Trafic II et Nissan Primastar I de 2001 à 2014 à Luton et à Barcelone; puis aux côtés des Renault Trafic III, Nissan NV300 et Fiat Talento II de 2014 à 2019 à Luton et à Sandouville.